# Colonia Hidalgo, San Antonino Monte Verde
Colonia Hidalgo är en ort i Mexiko.   Den ligger i kommunen San Antonino Monte Verde och delstaten Oaxaca, i den sydöstra delen av landet, 260 km sydost om huvudstaden Mexico City. Colonia Hidalgo ligger 2 389 meter över havet och antalet invånare är 140.
Terrängen runt Colonia Hidalgo är lite bergig. Runt Colonia Hidalgo är det glesbefolkat, med 9 invånare per kvadratkilometer. Närmaste större samhälle är Santa María Chilapa de Díaz, 2,3 km öster om Colonia Hidalgo. I omgivningarna runt Colonia Hidalgo växer huvudsakligen savannskog.